# Lucas Derks
Lucas Derks (* 19. November 1950 in Oosterbeek) ist ein niederländischer Sozialpsychologe sowie NLP-Autor und NLP-Forscher.

## Leben
Derks studierte zunächst bis 1968 Grafikdesign und danach bis 1973 Bildende Kunst an der Kunstakademie. Von 1973 bis 1976 unterrichtete er als Kunstdozent in den Fächern Zeichnen und Malen an De Werkschuit in Zeist (Bilthoven) in den Niederlanden. Seine eigenen Werke malte er vorwiegend in Öl und Tempera.

## Wirken
Seit 1970 zeigte Derks starkes Interesse an psychologischen Fragestellungen. 1976 begann er ein Studium der Sozialpsychologie, das er 1982 abschloss. Seine Abschlussarbeit befasste sich mit der Philosophie des Pragmatismus. 1977 kam Derks mit dem Werk der NLP-Begründer Richard Bandler und John Grinder in Berührung. 1983 erhielt er am „New York Training Institute for NLP“ seine Ausbildung zum NLP-Practitioner. 1985 avancierte er am „Institute for Eclectical Psychology (IEP)“ in Nijmegen zum NLP Master Practitioner. Seit 1989 ist Derks dort als Trainer tätig. Gleichzeitig arbeitete er als Forscher für die niederländischen Kunstmuseen Rijksmuseum Amsterdam, Centraal Museum Utrecht, Van Gogh Museum und Maritiem Museum in Rotterdam. Gegenstand war das Verhalten von Besuchern bei großen Ausstellungen. 1992 veröffentlichte er den Roman „De postume colleges van Herman Blaas“, der den Literaturpreis der niederländische Stiftung Lift für das beste literarische Debüt der Niederlande gewann.
1986 beschloss Derks, sich ausschließlich dem NLP und verwandten Fragestellungen zu widmen. Seit 1993 befasst er sich mit der Entwicklung neuer Methoden zur Analyse und Veränderung sozialer Systeme. Im Zentrum seiner Forschungsaktivitäten steht die Verbindung zwischen dem pragmatisch orientierten Feld des „Neuro-Linguistischen Programmierens“ (NLP) und den Fragestellungen der Sozialpsychologie. Hieraus ging das Modell des „Sozialen Panoramas“ hervor. Derks veröffentlichte mehrere Bücher sowie Artikel zum Thema in Fachzeitschriften sowie auf seiner Website.
2000 gründete Derks zusammen mit Wolfgang Walker (Berlin) und Walter Ötsch (Linz) das Forschungsnetzwerk The International Laboratory for Mental Space Research (ILMSR), dessen Aktivitäten und Publikationen sich mit der Anwendung der Theorie des mentalen Raums auf Fragestellungen des Neuro-Linguistischen Programmierens (NLP), der Psychotherapie, der Psychiatrie, der Kulturgeschichte, der Politik und der Ökonomie befassen.
Ausgehend von der Fragestellung, wie Menschen ihre Beziehungen zueinander mental repräsentieren, untersuchte er die unbewussten psychischen Mechanismen, die das Beziehungserleben des Menschen konstituieren. Dabei beschrieb er in den frühen 1990er Jahren das „Soziale Panorama“. Dabei handelt es sich um ein, nach seiner Ansicht, eigenständiges psychisches System, das das subjektive Erleben sozialer Beziehungen determiniert. Das „Soziale Panorama“ beeinflusst seiner Ansicht nach in nachhaltiger Art und Weise, wie Menschen andere wahrnehmen, über sie denken und welche Gefühle sie ihnen gegenüber erleben.
Ab 2012 forschte Derks über die Struktur im mentalen Raum; zu diesem Thema promovierte er 2016.

## Werke (Auswahl)
- L. Derks: Geheime Psychologie. Een theoretische basis voor de therapiemethode van Bandler en Grinder. William James Foundation, Amsterdam 1984.
- L. Derks, R. Goldblatt: The Feedforward Conception of Consciousness. A Bridge between Therapeutic Practice and Experimental Psychology. The William James Foundation, Amsterdam 1985.
- L. Derks: Creativiteitsmanagement, een praktische handleiding voor het begeleiden van creatief werk 1986.
- L. Derks: Psychotherapie. Een kwestie van wennen. William James Foundation, Amsterdam 1989.
- L. Derks, J. D. Sinclair: Racing the Turbo Brain. William James Foundation, Amsterdam 1990.
- L. Derks, J. Hollander, A. Meijer: Neuro-Linguïstisch Programmeren in Nederland. Servire, Utrecht 1990.
- L. Derks: De postume colleges van Herman Blaas. in Knipselscheer, Amsterdam 1992.
- L. Derks: The Social Panorama Model: Social Psychology meets NLP. 1998.
- L. Derks: Das Spiel sozialer Beziehungen - NLP und die Struktur zwischenmenschlicher Erfahrung. Mit einem Geleitwort von Wolfgang Walker. Klett-Cotta, Stuttgart 2000.
- L. Derks, J. Hollander: Essenties van NLP. Sleutels tot persoonlijke verandering. Servire, Utrecht 1996.
- L. Derks: Spoken in de kop; de sociaal panorama gids. 1999.
- L. Derks: Sociale Denkpatronen - NLP en het veranderen van onbewust sociaal gedrag. Servire, Utrecht 2002.
- L. Derks: Social Panoramas - Changing the Unconscious Landscape with NLP and Psychotherapy. Crown House Publishing 2005.
- L. Derks: Innerlijk Zonnestelsel. Uitgeverij Debutto, 2009